# Hud, Tanums socken
Hud är en gård i södra delen av Tanums socken, Tanums kommun, Bohuslän. Gården har en lång historia och den är omnämnd redan under medeltiden.
Gården ligger i dalgången söder om Huds moar, mellan Tanumshede och Rabbalshede, strax öster om nuvarande Europaväg 6.
Enligt en sägen sägs drottning Hud ha blivit dödad av sin tilltänkte make kung Rane. Drottningen sägs ha blivit begravd vid gården, där en rest sten, Drottningstenen, sägs markera graven. I sluttningen upp mot Huds moar finns såväl "Drottningbrunnen" som "Drottningkällan".
Drottningens krigare skall enligt sägnen också ha blivit dödade av kung Rane och hans män men de ligger begravda vid Stenehed, väster om Hällevadsholm.

## Etymologi
Gården är omnämnd i Röde Bog från år 1391 som Huld. Troligen syftar gårdens namn på bäcken, som rinner genom dalgångens botten, Hudälven. Ursprunget antas vara att bäcken är dold. Det fornvästnordiska ordet hylja betyder hölja, dölja, gömma.